# -büll

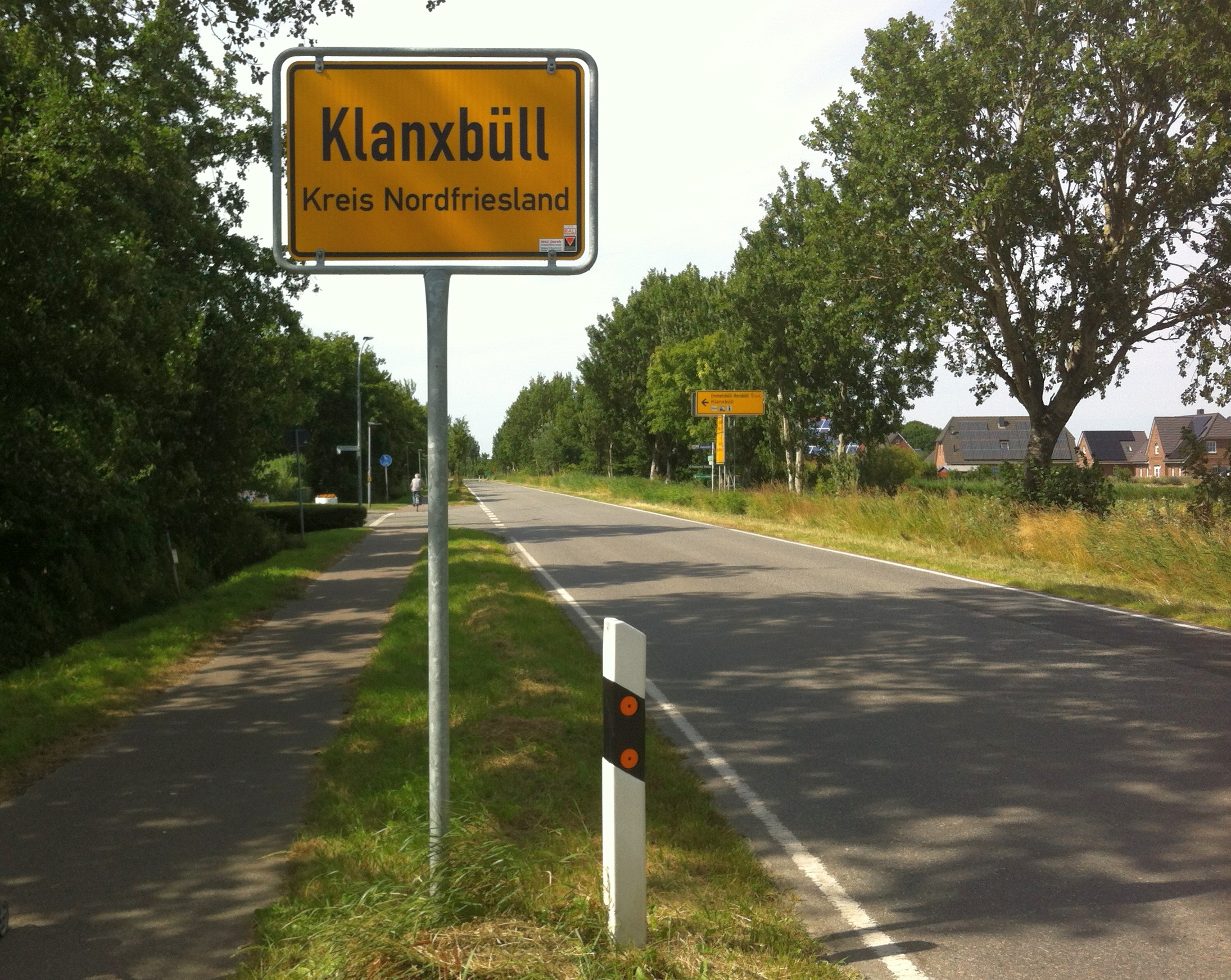
Ortseingangsschild von Klanxbüll

Das Suffix -büll als Bestandteil von Ortsnamen bedeutet Wohnstätte, Siedlung (entspricht dänisch -bøl von altnordisch bu 'wohnen'). Diese Ortsnamen treten vornehmlich im nördlichen Schleswig-Holstein (Südschleswig) und als -bøl oder -bølle (vgl. -balle) auch im angrenzenden skandinavischen Raum auf. Ein Großteil der Ortsnamen auf -büll bzw. -bøl hat einen Personennamen als Bestimmungswort.
In der Landschaft Angeln sind entsprechende Orte meist im 10. Jahrhundert als Ausbaudörfer oder Tochtersiedlungen schon bestehender Orte entstanden. Für den nordfriesischen Raum sind Namen auf -büll (nordfriesisch -bel) sowohl in den Uthlanden als auch am Zusammentreffen jütischer und friesischer Besiedlung am Geestrand der Karrharde und Goesharden zu lokalisieren, wobei die der Uthlande als älter angenommen werden. Das Grundwort büll ist dänischer Herkunft, ist aber im nordfriesisch-jütischen Bereich oft mit einem friesischen Bestimmungswort versehen.

## Beispiele
| - Bosbüll - Büttjebüll - Dagebüll - Emmelsbüll-Horsbüll - Galmsbüll - Klanxbüll - Klixbüll - Kotzenbüll - Maasbüll | - Niebüll - Poppenbüll - Sönnebüll - Sprakebüll - Stoltebüll - Tetenbüll - Uelvesbüll - Wallsbüll - Wobbenbüll |